# Раковіца Василь Іванович
Василь Іванович Раковіца (нар. 15 серпня 1979, Суховерхів, Кіцманський район, Чернівецька область, УРСР) — український футболіст, воротар. Більшу частину кар'єри провів у чернівецькій «Буковині», де є одним з рекордсменів за кількістю зіграних матчів серед голкіперів.

## Життєпис
Вихованець буковинського футболу, перший тренер — Онуфрій Савчук. Згодом Василь потрапив у Київський спортінтернат, а вже звідти і в склад київського ЦСКА. У 1997 році дебютував у чернівецькій «Буковині» в першій українській лізі. Проте основним воротарем став тільки в 2001 році, згодом був і капітаном чернівецької команди. Всього за «Буковину» провів 150 офіційних матчів (136 в чемпіонаті і 14 в кубку).
В 2000 році грав в складі ФК «Лужани», з якими став володарем кубка України серед аматорів. В 2007 році виступав в клубах: «Нива» (Тернопіль) та «Прикарпаття» (Івано-Франківськ). В 2012 році грав за аматорський колектив: «Карпати» (Коломия), з яким став чемпіоном України серед аматорів.
У 2018 році у складі ветеранів ФК «Буковини» взяв участь у матчі проти національної збірної України серед ветеранів, гра відбувалася у рамках святкування Дня міста, 60-річчя чернівецької «Буковини» та в підтримку українських воїнів у зоні АТО.

## Досягнення
Професіональний рівень
- Переможець Другої ліги України (1): 1999/00

Аматорський рівень
- Чемпіон України (1): 2012
- Володар Кубка України (1): 2000